# Erika Belle (ajedrecista)
Erika Belle (20 de enero de 1956) es una ajedrecista neerlandesa que obtuvo el reconocimiento de Maestra Internacional de Ajedrez en 1982. Su mayor puntaje ELO fue de 2155, alcanzado en julio de 1987.

## Carrera deportiva
Belle ganó el torneo nacional de ajedrez femenino de Holanda en 1975, 1980 y 1981.
Participó en el equipo femenino en las olimpiadas de ajedrez entre 1974 y 1984, ganando una medalla de bronce individual en el torneo de 1982, cuando ya era una maestra internacional.